# Русино (Московская область)
Русино — деревня в Клинском районе Московской области, в составе Воронинского сельского поселения. Население — 37 чел. (2010). До 2006 года Русино входило в состав Воронинского сельского округа
Деревня расположена в северной части района, примерно в 12 км к северо-востоку от райцентра Клин, по правому берегу реки Лутосня (правый приток Сестры), высота центра над уровнем моря 172 м. Ближайшие населённые пункты — примыкающие: на севере Гафидово и на юге — Спас-Коркодино.

## Население
| 2002 | 2006 | 2010 |
| ---- | ---- | ---- |
| 30   | ↘26  | ↗37  |